# Wendiceratops
Wendiceratops ("Wendina rohatá tvář") byl rod býložravého ceratopsidního dinosaura, který žil v období geologického věku svrchní křídy kampánu, a to asi před 79 až 78 miliony let.

## Objev
Fosilie tohoto rohatého dinosaura byly objeveny v roce 2010 v provincii Alberta (Kanada), v sedimentech geologického souvrství Oldman. Jméno Wendiceratops je poctou kanadské amatérské paleontoložce Wendy Slobodové, která fosilie objevila. Holotyp nese označení TMP 2011.051.0009 a jde o částečně zachovanou kostru. Typový druh W. pinhornensis byl formálně popsán roku 2015.

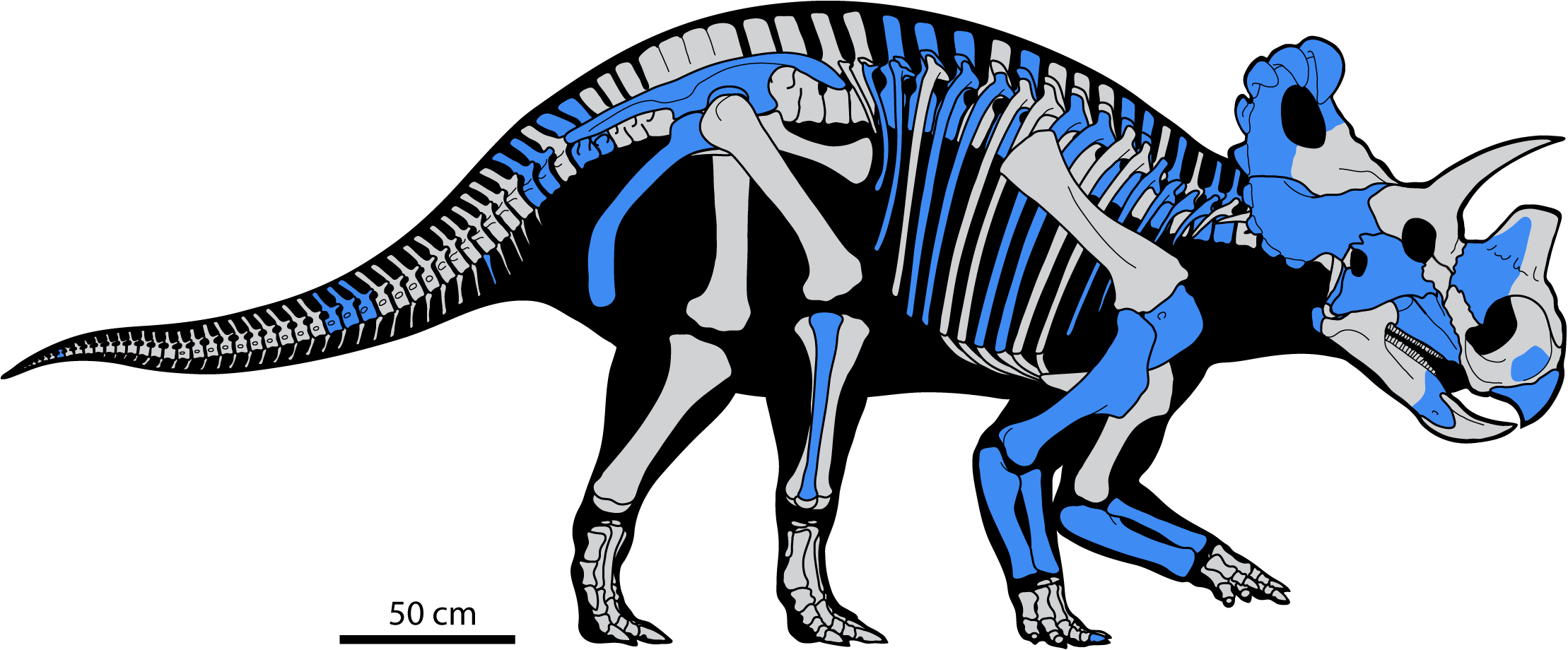
Wendiceratops - rekonstrukce kostry

## Systematické zařazení
Wendiceratops byl zřejmě blízkým příbuzným čínského druhu Sinoceratops zhuchengensis a severoamerického druhu Albertaceratops nesmoi.

## Popis
Tento středně velký rohatý dinosaurus dosahoval délky kolem 4,5 metru a hmotnosti přibližně 1500 kilogramů. Podle jiných odhadů dosahoval hmotnosti spíše kolem 1000 kilogramů a délky až 6 metrů.